# 3150 Tosa
3150 Tosa (1983 CB) là một tiểu hành tinh vành đai chính được phát hiện ngày 11 tháng 2 năm 1983 bởi T. Seki ở Geisei.